# الائتلاف الوطني الأفغاني
الائتلاف الوطني الأفغاني (بالفارسية: ائتلاف ملی افغانستان) المعروف سابقًا باسم الائتلاف من أجل التغيير والأمل (بالفارسية: ائتلاف تغییر و امید)؛ هو ائتلاف سياسي أفغاني بقيادة عبد الله عبد الله وزير الخارجية الأفغاني السابق (2001-2005)، تأسس في عام 2010 في أعقاب الانتخابات الرئاسية الأفغانية لعام 2009 التي خسر فيها عبد الله المنافسة أمام كرزاي. عبد الله عبد الله كان صديقًا مقربًا لأحمد شاه مسعود زعيم التحالف الشمالي الذي اغتيل قبل يومين من هجمات 11 سبتمبر.
إلى جانب الجبهة الوطنية الأفغانية، صُنِف الائتلاف الوطني أيضًا بوصفه حركة معارضة ديمقراطية بارزة ضد حكومتي حامد كرزاي وأشرف غني. عبد الله عبد الله مدعوم من عدد من الشخصيات الأفغانية، من بينهم حاكم ولاية بلخ عطا محمد نور وحاكم ولاية بروان محمد عاصم عاصم، ووزير الداخلية السابق نور الحق علومي، ورئيس الجبهة الوطنية أحمد ضياء مسعود ورئيس المخابرات السابق أمر الله صالح ونائب الرئيس الأفغاني الأسبق يونس قانوني ووجوه أفغانية بارزة أخرى، ومعظم هؤلاء سبق لهم أن عملوا معًا في الجمعية الإسلامية الأفغانية.

## فهرس المراجع
- Cross، Tony (19 فبراير 2010). "Abdullah slams Karzai's Taliban peace plan". راديو فرنسا الدولي. مؤرشف من الأصل في 2016-03-04. اطلع عليه بتاريخ 2010-03-03.
- "Afghan challenger Abdullah touts new coalition". هندوستان تايمز. 19 فبراير 2010. مؤرشف من الأصل في 2011-06-05. اطلع عليه بتاريخ 2010-03-03.

## وصلات خارجية
- الموقع الرسمي
- الموقع الرسمي لعبد الله عبد الله